# Malaysias Billie Jean King Cup-lag
Malaysias Billie Jean King Cup-lag representerar Malaysia i tennisturneringen Billie Jean King Cup, och kontrolleras av Malaysias tennisförbund.

## Historik
Malaysia deltog första gången 1989.